# Kologriv
Kologriv (en rus Кологрив) és una ciutat de l'óblast de Kostromà (Rússia). Es troba a la riba esquerra del riu Unja (afluent del Volga), a 232 km al nord-est de Kostromà. El 2010 tenia 3.419 habitants.

## Història

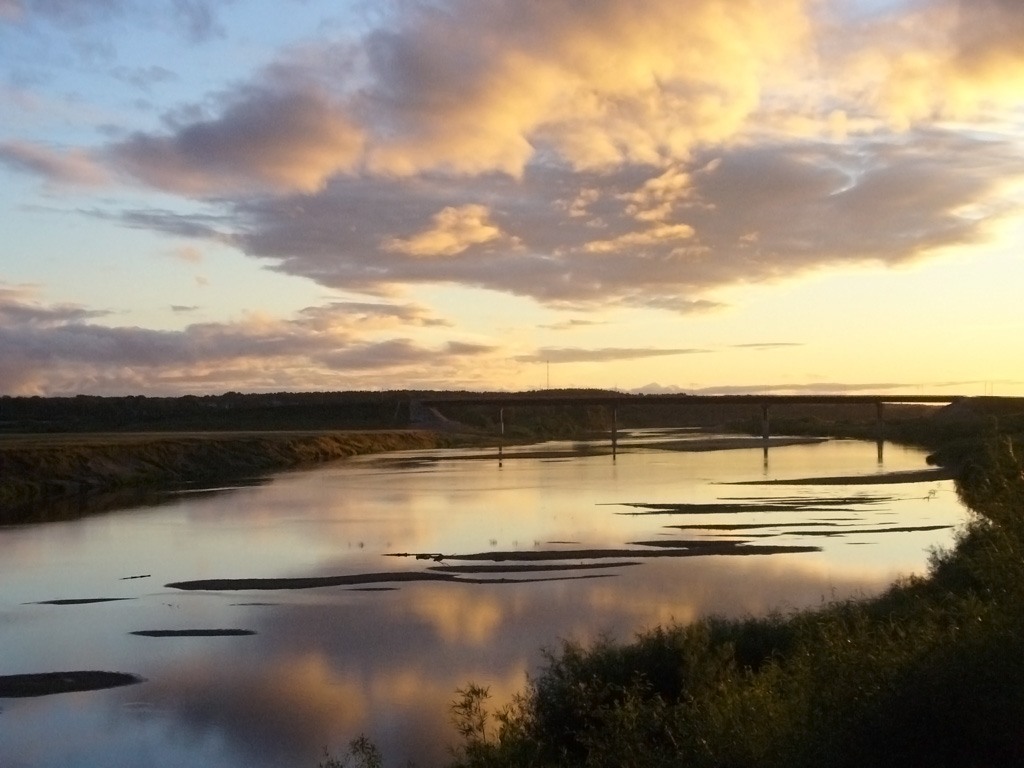
L'Unja prop de Kologriv.

La regió fou habitada per tribus ugrofineses, tal com ho mostren els nombrosos topònims com Unja, Pejenga, Ujuga, Markhanga... Les tribus eslaves varen arribar-hi entre els segles xi i xii, i totes dues tribus van conviure-hi. Kologriv es menciona per primer cop en una crònica de començaments del segle XVI com un lloc fortificat per defensar-se dels tàtars, a partir d'aleshores el poble desapareix. El 1727 Ivan Rogozin funda un nou poble anomenat Kittxino, que va prendre el nom de Kologriv el 1778, any en què va rebre l'estatus de ciutat. De mica en mica el poble va ser un centre de comerç per a les poblacions properes.

## Geografia

### Clima
| Paràmetres climàtics mitjans de Kologriv | Paràmetres climàtics mitjans de Kologriv | Paràmetres climàtics mitjans de Kologriv | Paràmetres climàtics mitjans de Kologriv | Paràmetres climàtics mitjans de Kologriv | Paràmetres climàtics mitjans de Kologriv | Paràmetres climàtics mitjans de Kologriv | Paràmetres climàtics mitjans de Kologriv | Paràmetres climàtics mitjans de Kologriv | Paràmetres climàtics mitjans de Kologriv | Paràmetres climàtics mitjans de Kologriv | Paràmetres climàtics mitjans de Kologriv | Paràmetres climàtics mitjans de Kologriv | Paràmetres climàtics mitjans de Kologriv |
| Mes                                      | Gen.                                     | Feb.                                     | Mar.                                     | Abr.                                     | Mai.                                     | Jun.                                     | Jul.                                     | Ago.                                     | Set.                                     | Oct.                                     | Nov.                                     | Des.                                     | Anual                                    |
| ---------------------------------------- | ---------------------------------------- | ---------------------------------------- | ---------------------------------------- | ---------------------------------------- | ---------------------------------------- | ---------------------------------------- | ---------------------------------------- | ---------------------------------------- | ---------------------------------------- | ---------------------------------------- | ---------------------------------------- | ---------------------------------------- | ---------------------------------------- |
| Temperatura màxima registrada °C (°F)    | 3,3 (37,9)                               | 6,8 (44,2)                               | 16,6 (61,9)                              | 27,5 (81,5)                              | 31,6 (88,9)                              | 35,0 (95)                                | 35,6 (96,1)                              | 36,3 (97,3)                              | 29,6 (85,3)                              | 23,1 (73,6)                              | 11,7 (53,1)                              | 7,5 (45,5)                               | 36,3 (97,3)                              |
| Temperatura mínima registrada °C (°F)    | −46,3 (−51,3)                            | −38,5 (−37,3)                            | −36,4 (−33,5)                            | −23,0 (−9,4)                             | −7,6 (18,3)                              | −1,7 (28,9)                              | 1,3 (34,3)                               | −3,5 (25,7)                              | −10,1 (13,8)                             | −20,6 (−5,1)                             | −36,0 (−32,8)                            | −39,4 (−38,9)                            | −46,3 (−51,3)                            |
| Temperatura diària màxima °C (°F)        | −8,2 (17,2)                              | −6,0 (21,2)                              | 0,8 (33,4)                               | 9,3 (48,7)                               | 17,3 (63,1)                              | 21,6 (70,9)                              | 24,1 (75,4)                              | 20,6 (69,1)                              | 14,1 (57,4)                              | 6,2 (43,2)                               | −1,9 (28,6)                              | −6,1 (21)                                | 7,7 (45,9)                               |
| Temperatura diària mínima °C (°F)        | −15,2 (4,6)                              | −14,2 (6,4)                              | −8,9 (16)                                | −1,5 (29,3)                              | 4,2 (39,6)                               | 9,3 (48,7)                               | 11,8 (53,2)                              | 9,5 (49,1)                               | 5,2 (41,4)                               | 0,2 (32,4)                               | −6,7 (19,9)                              | −12,0 (10,4)                             | −1,5 (29,3)                              |
| Precipitació total mm (polzades)         | 39,8 (1,6)                               | 29,6 (1,2)                               | 29,5 (1,2)                               | 31,9 (1,3)                               | 44,5 (1,8)                               | 76,7 (3)                                 | 69,4 (2,7)                               | 68,5 (2,7)                               | 52,9 (2,1)                               | 55,6 (2,2)                               | 43,3 (1,7)                               | 45,7 (1,8)                               | 587,4 (23,1)                             |
| Font: Погода Кологрив                    |                                          |                                          |                                          |                                          |                                          |                                          |                                          |                                          |                                          |                                          |                                          |                                          |                                          |

| 1897  | 1939  | 1959  | 1970  | 1979  | 1989  | 2002  | 2008  | 2010  |
| ----- | ----- | ----- | ----- | ----- | ----- | ----- | ----- | ----- |
| 2.600 | 3.100 | 4.000 | 4.300 | 4.300 | 4.306 | 3.700 | 3.400 | 3.419 |